# بالک (مریوان)
بالک یک روستا در ایران است که در دهستان سرکل واقع شده‌است 
ملا باقر بالک از علمای به نام این روستاست 
 بالک ۵۳۳ نفر جمعیت دارد.

## درخت کهنسال
در مسجد روستای بالک یک درخت چنار کهنسال وجود دارد که با شمارهٔ ۶۹۲ در تاریخ ۱۲ اسفند ۱۳۹۸ به عنوان میراث طبیعی ارزشمند در فهرست آثار ملی ایران ثبت شده‌است.